# Cong rong lu
Le Cong rong lu, « Le livre de la sérénité » ou « Le livre de l'équanimité », (從容錄, chinois: Cóngróng lù; japonais : Shōyōroku, ) est un important recueil de kôans, publié en 1224 par le maître chán Wansong Xingxiu (en) (1166–1246).  

## Histoire de l'ouvrage
En 1223, alors qu'il réside dans l'ermitage appelé Congrong'an, Wansong Xingxiu (en) (1166–1246) est approché par Yelü Chucai, célèbre laïque et homme d'État, qui lui demanda de présenter une collection déjà existante de cent kôans et de leurs commentaires, compilée par le maître chan Hongzhi Zhengjue (1091–1157). Wansong s'exécuta, ajoutant une introduction à l'ensemble, et pour chaque cas des commentaires en vers et une phrase conclusive (jakugo).

## Importance
Le Cong rong lu est considéré comme le plus important recueil d'écritures de l'école Caodong du chan chinois. Il apporte la preuve claire que cette école et son pendant Sôtô au Japon, ont considéré le kôan comme partie intégrante de la formation des moines.
Avec le Mumonkan, le Cong rong lu est considéré comme un des principaux recueils de koan de l'école Zen.